# Dan (postać biblijna)
Dan (hebr. „sędzia”) – postać biblijna z Księgi Rodzaju.
Syn Jakuba i Bilhy – niewolnicy Racheli. Jest on ojcem jednego z najmniejszych pokoleń Izraela – Danitów.
Plemię Dana jako jedyne nie jest wymienione w księdze Apokalipsy 7,5-8 (jest mowa o 144 000 opieczętowanych z wszystkich plemion Izraela). Wykluczono je prawdopodobnie dlatego, że popadło w bałwochwalstwo (por. Sdz 17) i dlatego nie mogło być już dłużej zaliczane do ludu Bożego. Zarówno w tradycji żydowskiej (Testament Daniela 5,6nn), jak i wczesnochrześcijańskiej (Ireneusz, Adversus haereses V,30,2), pojawiały się poglądy, że apokaliptyczny przeciwnik (w chrześcijaństwie antychryst) będzie pochodził z pokolenia Dana.